# Sjömyran och Svedjan
Sjömyran och Svedjan var en av SCB avgränsad och namnsatt småort i Umeå kommun, Västerbottens län. Småorten omfattade bebyggelse utmed den södra och östra stranden av sjön Stöcksjön. Småorten hette från början Sjömyran och område öster om Stöcksjön, men bytte till detta namn vid 2010 års avgränsning av de svenska småorterna. Från 2015 räknas området till tätorten Stöcksjö.
Småorterna Sjömyran och Svedjan ligger väster om Stöcksjön.